# 山木 (市原市)
山木（やまき）は、千葉県市原市の市原地区にある大字。郵便番号は290-0005。

## 概要
市原市北部の市原地区に位置する。

## 地理
北は若宮、東は辰巳台西、南は市原、西は八幡と接する。

## 地価
住宅街の地価では2016年（平成28年）の公示地価によれば、山木字安戸611番1の地点で36,800（円/m2）となっている。

## 世帯数と人口
2017年11月1日現在の世帯数と人口は以下の通りである。
| 町丁字 | 世帯数    | 人口    |
| ------ | --------- | ------- |
| 山木   | 1,156世帯 | 2,436人 |

## 学区
市立小学校・市立中学校及び県立高等学校の通学区域は以下の通りである。
|      | 番地 | 小学校             | 中学校               | 県立高校 |
| ---- | ---- | ------------------ | -------------------- | -------- |
| 山木 | 一部 | 市原市立若宮小学校 | 市原市立八幡東中学校 | 第9学区  |
| 山木 | 一部 | 市原市立白幡小学校 | 市原市立辰巳台中学校 | 第9学区  |

## 施設
- 市原市立白幡小学校
- 市原うさぎ幼稚園
- 宇部興産山木寮
- セブンイレブン市原山木店
- ガスト市原山木店
- 白幡神社
- 常徳院
- 妙栄寺
- ホテル555
- ミニストップ
- ホテルL&L

## 交通

### バス
バス路線では、小湊鉄道バス塩田営業所の内の八01・02・03系統が、JR内房線八幡宿駅（八幡）から千葉労災病院（辰巳台東）間をこの字内を経由し走行している。鉄道路線がこの字内に通っていないため、八幡宿駅を最寄り駅として同字から当バスを使う場合が多い。

### 道路
この字内に国道や千葉県道は通過していない。比較的大きな通りは辰巳通りであるが、この字内の区域は坂となっており、「山木坂」と呼ばれる。現地にはこれを示す看板もたてられており、バス停の名称にも使われている。